# 1954 au Manitoba
Chronologie du Manitoba
- 1950
- 1951
- 1952
- 1953
- 1954
- 1955
- 1956
- 1957
- 1958

Cette page concerne des événements d'actualité qui se sont produits durant l'année 1954 dans la province canadienne du Manitoba.

## Politique
- Premier ministre : Douglas Lloyd Campbell
- Chef de l'Opposition :
- Lieutenant-gouverneur : John Stewart McDiarmid
- Législature :

## Naissances
- 12 février : John Donald Larway dit Don Larway (né à Oak Lake dans le Manitoba au Canada) est un ancien joueur professionnel de hockey sur glace[1].

- 19 avril : Robert Jens Rock, plus connu sous le nom de Bob Rock, né à Winnipeg est un musicien et producteur canadien.

- 6 juillet : Brian William Pallister (né à Portage la Prairie, Manitoba) est un homme politique canadien ; il est un ancien député à la Chambre des communes du Canada, représentant la circonscription manitobaine de Portage—Lisgar sous la bannière du Parti conservateur du Canada. Il a été auparavant député à l'Assemblée législative du Manitoba de 1992 à 1997 et il était membre du cabinet au sein du gouvernement de Gary Filmon.

## Décès
- 8 août : Robert James Wood (né le 27 mars 1886) fut un marchand et un homme politique municipal et fédéral du Manitoba.